# Anders Johansson
Anders Johansson (Gotemburgo; 25 de mayo de 1962) fue el baterista del grupo de power metal HammerFall desde 1999 hasta 2014. Es hermano de Jens Johansson, teclista de Stratovarius, con el que ha colaborado en varios proyectos, destacando el tour y las grabaciones con Yngwie Malmsteen en los 80. Actualmente es el baterista de la banda Tungsten junto a sus hijos Nick y Karl Johansson. 
Aprendió a tocar el piano, pero a los 14 se pasó a la batería, instrumento con el que ha seguido a lo largo de su carrera. Entró inicialmente en Hammerfall como baterista suplente con el álbum "Legacy of kings", pero pronto se unió al grupo.
Es conocido sobre todo por su obra dentro del metal, pero también toca otro tipo de géneros. Su estilo es bastante "de calle", lo que le crea un estilo propio, con una fuerte pegada y mucho uso del doble pedal, tanto en ráfagas como seguido, lo que le coloca entre los grandes del metal europeo. Además, durante los conciertos, hace grandes solos y normalmente acompañados de espectáculo y bromas.
Anders utiliza baterías Tama y platillaje Meinl, de las series MB10 y la nueva MB8.

## Discografía

### Con Silver Mountain
- Shakin' Brains (1983)
- Breaking the Chains (2001)

### Con Yngwie Malmsteen
- Marching out (1985)
- Live in Tokyo (1985)
- Trilogy (1986)
- Odyssey (1988)
- Trial by Fire/Live in Leningrad (1989)

### Solista, junto con sus hermanos
- Blue Murder: Cry for love (1990)
- Jens Johansson: Fjäderlösa Tvåfotingar (1991)
- Sökarna: Sound track (temas con Chilly White y Power United)
- Billionaires Boys Club: Something Wicked Comes (1993)
- Johanssons/Allan Holdsworth: Heavy Machinery (1996)
- Svullo: Radio KRM (1996)
- Martin Svensson: Pojkdrömmar (1997)
- Anders Johansson: Red Shift (1997
- Jens Johansson: Fission (1998)
- Mansson: Arch of Decadence (1997)
- Aces High: Pull no punces (1998)
- Johansson: Sonic Winter/Johansson Bros (1998)
- Johansson: The Last Viking (1999)
- Benny Jansson: Flume Ride (1999)
- A. Johansson & J. Hydén : Elvis Pelvis (2000)
- Aces High: Forgive and forget (2001)
- Empire: Hypnotica (2001)
- Jason Becker trib: Warmth in the wilderness (2001)
- Yonna: Heartbeat(2002)
- Winterlong: The second coming (2003)
- Blackmore's castle: Space Truckin' (2003)
- Snake Charmer: Backyard Boogaloo (2003)
- Magnus Rosén: Imagine a place (2003)
- Mistheria: Messenger of the god (2004)
- Owe Thörnqvist: Recovered (2005)
- Empire: Trading Souls (2003)
- Narnia: The great fall (2003)
- Planet Alliance: Planet Alliance (2006)
- Time Requiem: Optical Illusion (2006)
- Janne Stark: Mountain of Power (2007)
- Jonas Hellborg, V. Selvaganesh, IA Eklundh, Jens Johansson: Art Metal (2008)
- Geff: Land of the free (2009)
- Full Force: One (2011)
- Full Force: Next level (2012)
- Joacim Cans: Nu kan mörkret falla (2013)
- Jens and Anders Johansson: Live in Sweden (2014) (en Cd Baby, iTunes y Spotify)

### Con HammerFall
- Renegade (2000)
- Crimson Thunder (2002)
- One Crimson Night (2003, live album)
- Chapter V: Unbent, Unbowed, Unbroken (2005)
- Threshold (2006)
- Steel Meets Steel - Ten Years Of Glory ("Best Of") (2007)
- Masterpieces (2008)
- No sacrifice, No victory (2009)
- Infected (2011)
- (r)Evolution (2014)